# Château de Kingswear
Le château de Kingswear est un château anglais situé dans le comté du Devon, à l'embouchure du Dart.
Il s'agit d'une tour d'artillerie destinée à supporter des canons lourds face au château de Dartmouth. L'ensemble des deux châteaux servait à contrôler l'entrée du fleuve.
Le rôle défensif du château a décliné avec les améliorations techniques des armements car les nouvelles installations furent alors ajoutées sur l'autre rive.
Le château appartient au Landmark Trust, il n'est généralement pas accessible au public.

## Source
- (en) Cet article est partiellement ou en totalité issu de l’article de Wikipédia en anglais intitulé « Kingswear Castle » (voir la liste des auteurs).